# 男性連帶
男性連帶（諺文：남성연대）是韓國社會運動、人權團體及男性權益運動團體，創立於2008年1月26日，前身為2006年11月26日創立的韓國社會團體「反女性主義男性解放連帶」和2007年1月4日創立的「女性部廢止運動本部」。首任首長為成在基。

## 外部連結
- 男性連帶 （页面存档备份，存于） 
- 反女性主義男性解放連帶 （页面存档备份，存于） 
- 女性部廢止運動本部 （页面存档备份，存于） 
- 男子呼籲捐助“假戲真做”跳江身亡 （页面存档备份，存于） 朝鮮日報 2013.07.29
- 韓男子投江自盡 電視台全程拍攝
- 韓國KBS電視臺記者直播一男子自殺全程引爭議 Archive.today的存檔，存档日期2016-05-18
- 그는 왜 여성부 폐지에 '목숨'을 걸었나? （页面存档备份，存于） 머니투데이 2012.01.04 